# Festungsfront Oder-Warthe-Bogen
Die Festungsfront Oder-Warthe-Bogen, auch Festung im Oder-Warthe-Bogen, volkstümlich Ostwall genannt, war eine seit Mitte 1934 vom Deutschen Reich aufgebaute, stark befestigte Verteidigungslinie, die etwa 120 km östlich von Berlin vom Fluss Warthe im Norden zur Oder im Süden führt.

## Übersicht

Plan der Festungsfront

Die Festungsfront sollte im Norden zur Warthe anschließen. Dort begann sie mit der Werkgruppe Lützow, davon südlich lagen Werkgruppe Ludendorff und Schill, an der Hauptlinie gefolgt von der Werkgruppe York, vorgelagert nach Osten liegt die Nipter Schleife, westlich mit Haupteingang die Werkgruppe Gneisenau, südlich vorgelagert die Werkgruppe Scharnhorst, erneut an der Hauptlinie die Werkgruppe Friesen und im Süden angrenzend an die Oder die Werkgruppe Jahn. Im Süden schloss die Oderstellung an.

## Geschichte

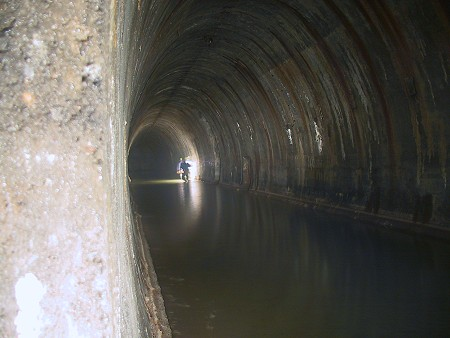
Hohlgangsystem im Bauwerk A 62

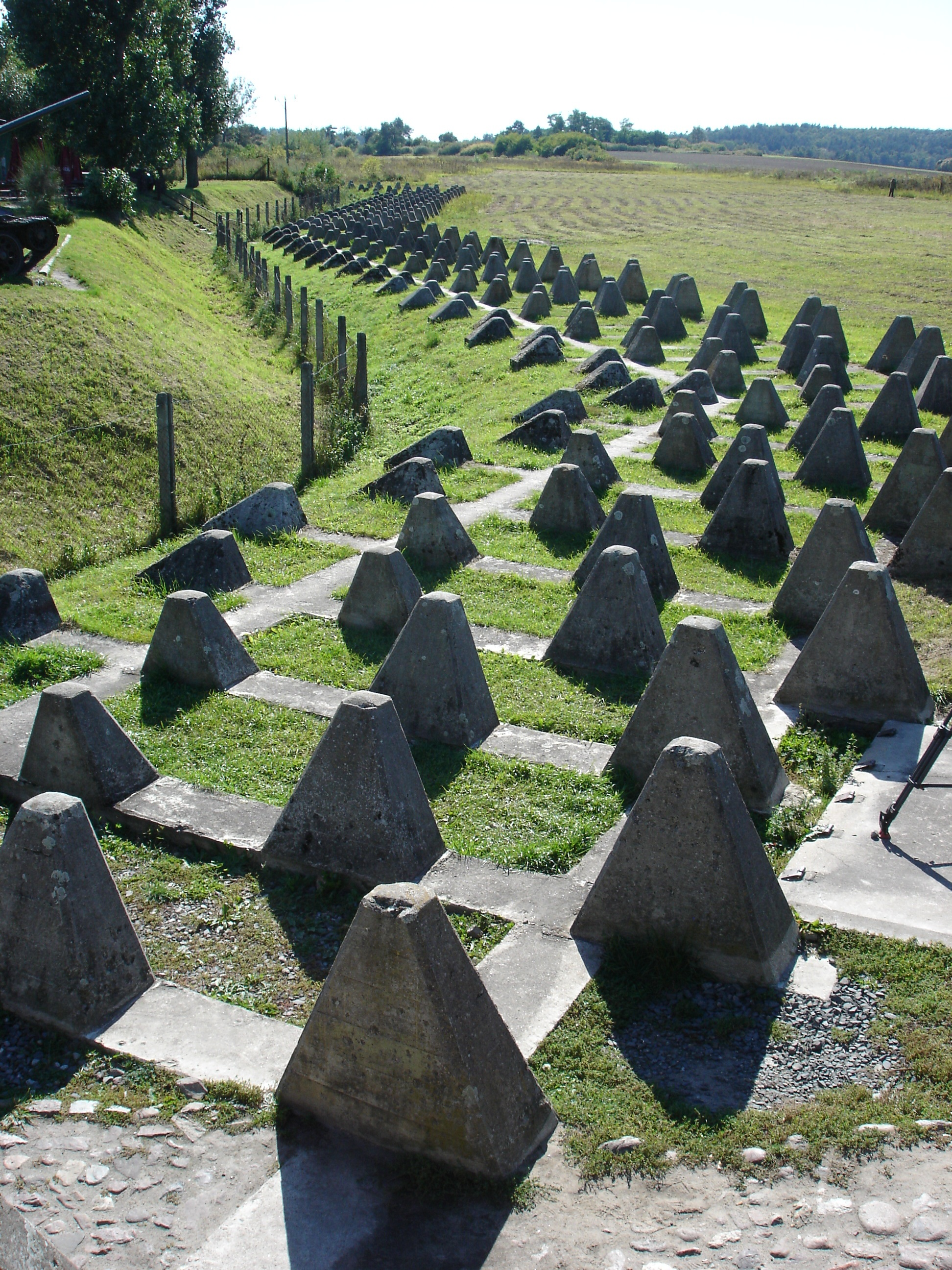
Höckerlinie am Panzerwerk 717 der Werkgruppe Scharnhorst

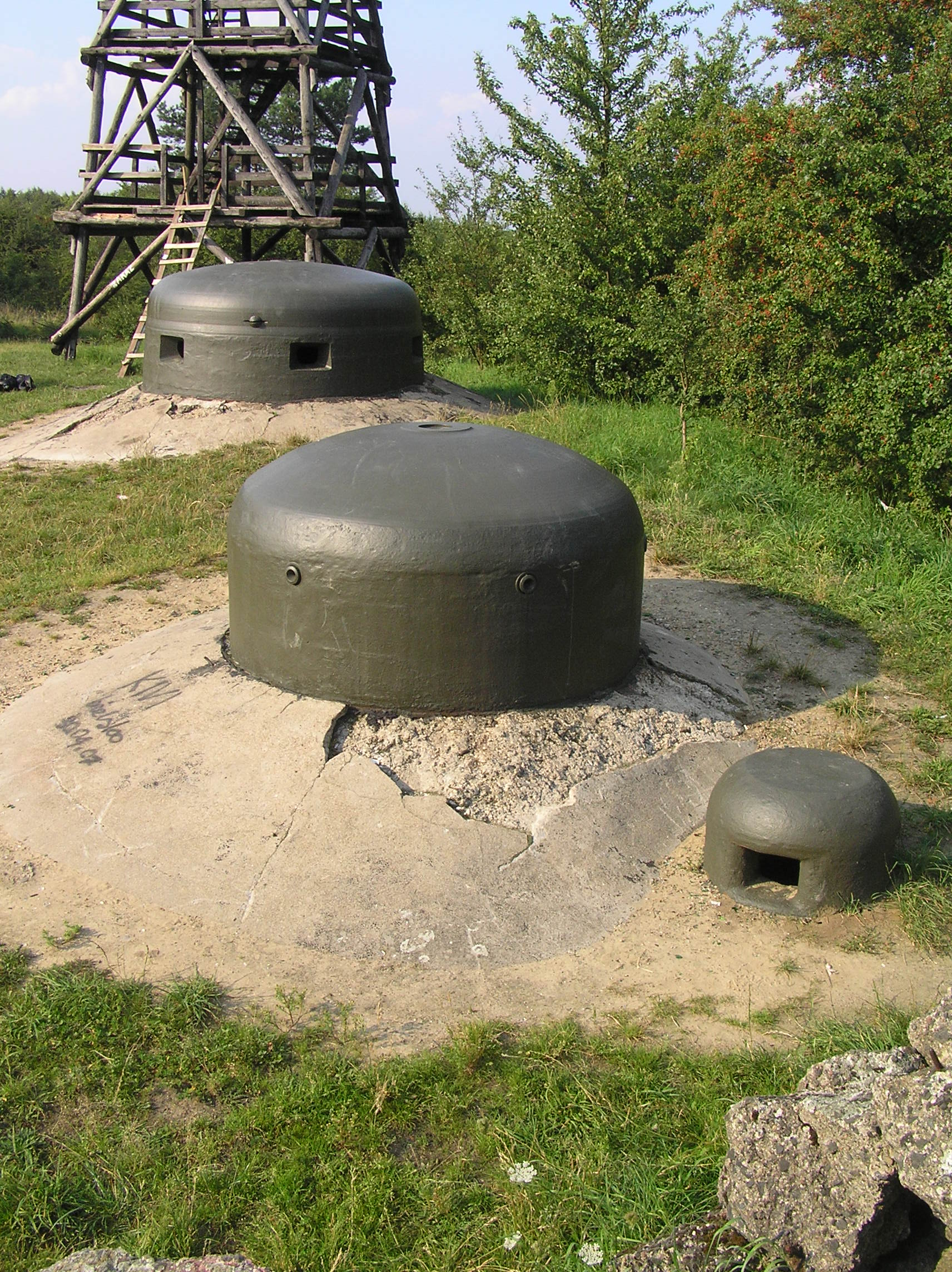
Werkgruppe York

Der Bau dieser Anlage konnte zu diesem frühen Zeitpunkt (1934) begonnen werden, da das Deutsche Reich im Osten keinerlei vertraglichen Beschränkungen unterlag, wie es im Westen durch den Friedensvertrag von Versailles der Fall war. Unter Berücksichtigung der Lieferfristen für die Panzerungen wurde die Bauzeit auf sieben Jahre veranschlagt, die Kosten für das Gesamtprojekt sollten sich auf 600 Mio. Reichsmark belaufen haben.
Geplant war der Ostwall als 110 km langes, befestigtes Gebiet mit einer Tiefe von zwei bis drei Kilometern, ganz ähnlich wie es einige Jahre später beim Westwall ebenfalls ausgeführt wurde. Manche der Bunkerkonstruktionen ähneln daher sehr denen des Westwalles, andere sind dagegen wesentlich umfangreicher ausgeführt. Die Festungsfront besteht aus zahlreichen Bunkeranlagen und wasserbautechnischen Einrichtungen wie z. B. Stauanlagen und Wassergräben. Straßen, die durch das sogenannte Hauptkampffeld führten, wurden mit gepanzerten Schlagbäumen, Drehbrücken sowie Kipprollbrücken versehen – Kipprollbrücken ermöglichten es, den Brückenkörper anzukippen und in einen Raum unterhalb der Straße zu rollen.
Da sich die politische Lage im Jahre 1939 dahingehend geändert hatte, dass der Schutz der Reichsgrenze nach Westen als dringlicher eingestuft wurde, wurde der Ausbau der Festungsfront Oder-Warthe-Bogen gestoppt. Festungsbaupersonal und Panzerbauteile wurden zugunsten eines beschleunigten Ausbaus des Westwalls nach Westen umgeleitet. Von den geplanten 160 Bauwerken wurden nur ca. 60 fertiggestellt. Mit dem Bau des Atlantikwalls begann ab 1942 ein Rückbau von Waffen und Nachrichtengeräten.
Schwerpunkt des Ostwalls ist der Zentralabschnitt, der im Süden mit der sogenannten Burschener Schleife in der Nähe des Ortes Burschen (poln. Boryszyn) beginnt und sich von dort ungefähr zwölf Kilometer lang nach Norden erstreckt. Im Zentralabschnitt sind die Bunker durch ein System unterirdischer Tunnel (Hohlgänge) miteinander verbunden. Die Hauptstrecken dieses Hohlgangsystems waren bombensicher und für eingleisigen Feldbahnverkehr sowie Fußgängerverkehr in Doppelreihe ausgelegt. Die Gleisanlagen wurden vom Bochumer Verein für Gußstahlfabrikation AG (BVG) hergestellt. In diesem unterirdischen System befinden sich Bahnhöfe, Werkstätten, Maschinenräume und Kasernen. Die Gesamtlänge des unterirdischen Systems beträgt rund 32 km.
Im Jahre 1944 machte es die Kriegslage erforderlich, die Verteidigungsfähigkeit der Festungsfront wiederherzustellen, da ein Vorstoß der sowjetischen Truppen in diese Region zu erwarten war. So wurden bis zum Januar 1945 u. a. im Rahmen des Unternehmens Barthold sowie durch den Reichsarbeitsdienst Feldstellungen ausgehoben, Drahthindernisse und etliche Ringstände errichtet. Damit gelang es, eine durchgehende Feuerfront für Maschinengewehre aufzubauen.
Vorgesehen war eine Besetzung mit 25 Bataillonen des Volkssturms, was aber wegen der rapiden Entwicklung der Kriegslage nicht mehr umgesetzt wurde. Genutzt wurden die Festungsanlagen Ende Januar 1945 bei dem Versuch, die Weichsel-Oder-Operation der Roten Armee und der ihr angegliederten polnischen Truppen aufzuhalten. Dazu wurden die Anlagen von Einheiten der deutschen Heeresgruppe Weichsel besetzt, die nach weiter östlich erfolglosen Verteidigungsversuchen zurückwichen. Insbesondere nutzten das V. SS-Freiwilligen-Gebirgskorps und Einheiten des Ersatzheeres auf dem westlich angrenzenden Wehrkreis III die Verteidigungslinie. Am 28. Januar 1945 erfolgte der erste Angriff auf den Zentralabschnitt, den die Rote Armee im Bereich der Tirschtiegelstellung nach drei Tagen durchbrach. Auch an anderen Abschnitten, wie z. B. der Werkgruppe Ludendorff und in den südlichen Bereichen um Möstchen, kam es zu erheblicher Gegenwehr. Neuere Forschungen zeigen, dass die Front auch hier drei Tage standhielt. Erst durch eine Umgehungsbewegung nördlich der Straße Meseritz–Wandern und nördlich von Schwiebus konnte die Front überwunden werden. Einige Panzerwerke wurden von der Roten Arme umgangen, dort verschanzte Volkssturmmänner wurden erst zwischen April und Mai aufgefordert, sich zu ergeben. Weil nicht alle den Weisungen folgten, kam es zu Zerstörungen der Panzerwerke, ohne dass diese geräumt wurden.

## Festungs- und Fledermausmuseum Pniewo

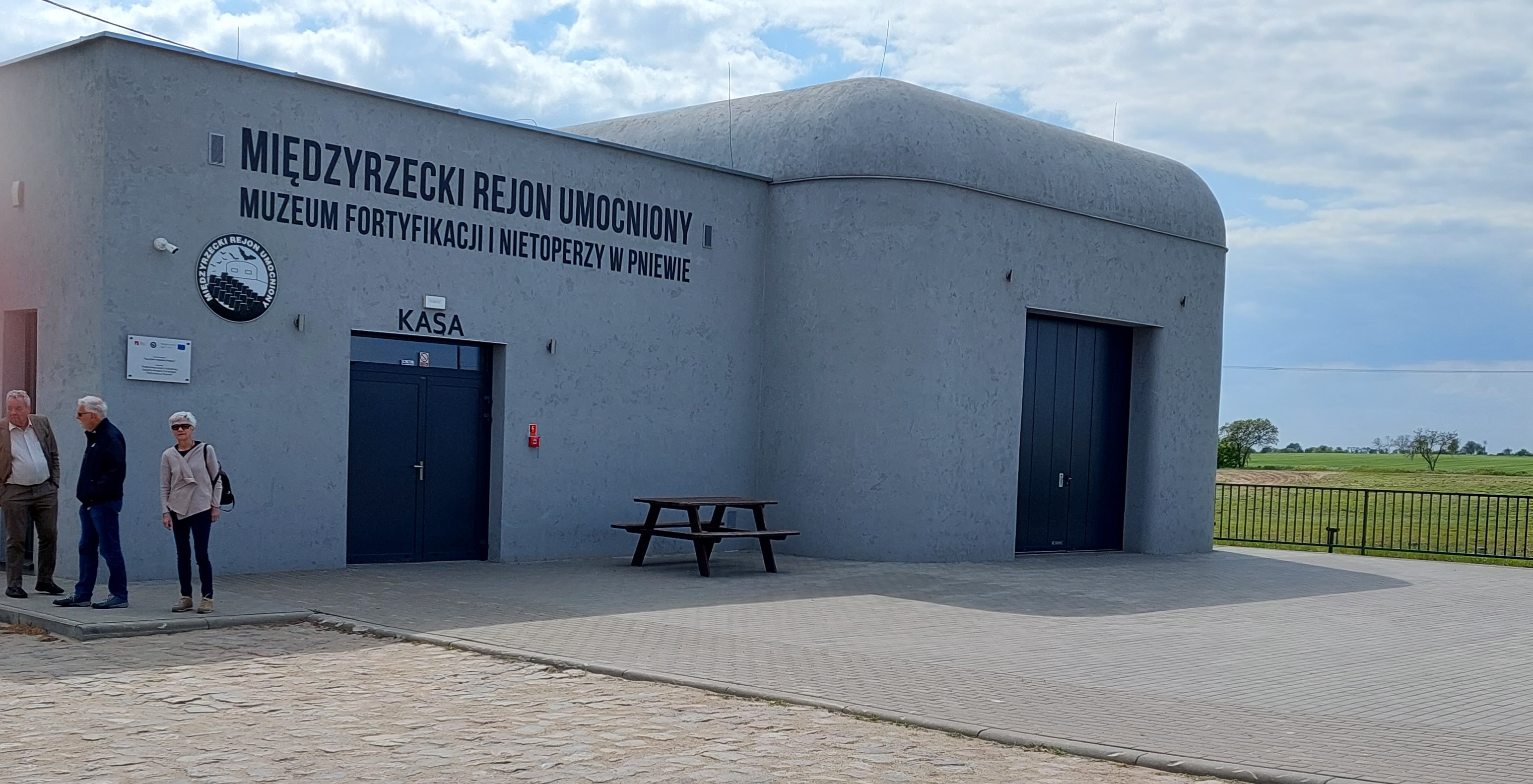
Festungs- und Fledermausmuseum Pniewo

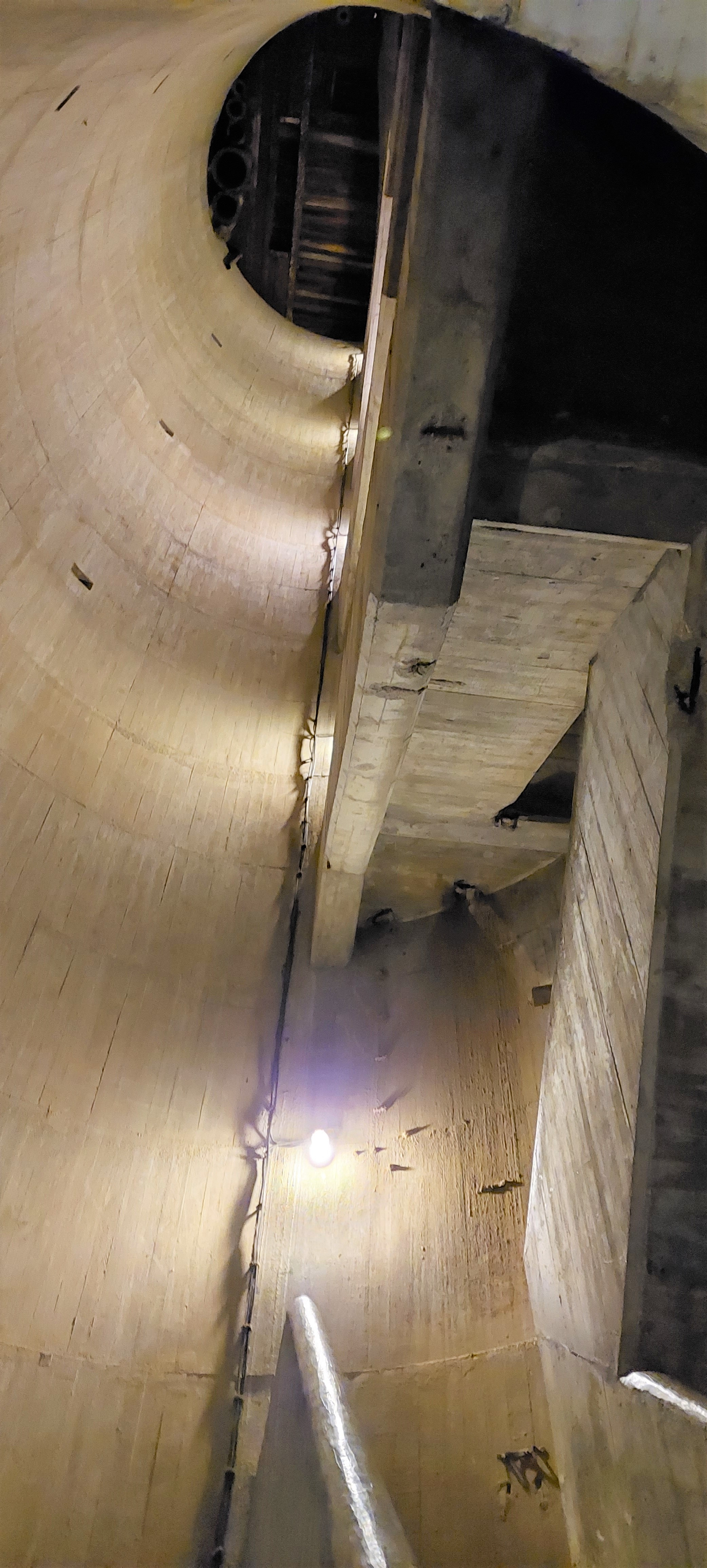
Aufstieg von der Tunnelsohle

Das Museum befindet sich in Pniewo (bis 1945 Osterwalde), Kreis Schwerin (Warthe). Von hier aus können die gut erhaltenen unterirdischen Anlagen im Rahmen einer Führung besichtigt werden. Das Museum bietet auch umfangreiche Informationen über den Ostwall, seine Entstehung und die entsprechenden technischen Daten (32 km unterirdische Stollen, die 30 m unterhalb der Oberfläche verlaufen). Die Werkgruppe Scharnhorst mit den Bunkern 717, 716 und 716a kann zusammen mit dem anliegenden Tunnelnetz besichtigt werden.

## Fledermausquartier
Bei den Bunkern der Festungsfront handelt es sich um das größte von Menschenhand errichtete Fledermausquartier Europas. Über 35.000 Fledermäuse überwintern in den Bunkern. Es handelt sich überwiegend um Großes Mausohr, Fransenfledermaus und Wasserfledermaus. Es wurden bisher 12 Fledermausarten nachgewiesen. Militaria-Fans dringen illegal in die Bunker ein. Sie hinterlassen Müll, machen Feuer und Lärm, was die Fledermäuse im Winterschlaf stört. Zum Schutz wies die polnische Regierung 1980 und 1998 je ein Rezerwat przyrody Nietoperek (Fledermaus-Naturschutzgebiet) in der Festungsfront aus. 2002 wurden die beiden getrennten Rezerwat przyrody Nietoperek zu einem Schutzgebiet zusammengelegt mit einer Flächengröße von 50,77 Hektar. Später erfolgte die Ausweisung dieser Schutzgebiete auch als FFH-Gebiet. Seit 2018 läuft das grenzübergreifende deutsch-polnische Schutzprojekt Interreg Natura Viadrina+ für die Fledermäuse im Fledermausquartier Brauereikeller Frankfurt (Oder) und in der Festungsfront Oder-Warthe-Bogen. Es umfasst auch grenzübergreifende Schutzmaßnahmen für Weißstorch, Rotbauchunke und Schlingnatter.